# Лойкербад
Лойкербад (нім. Leukerbad, фр. Loèche-les-Bains, на вальзерському діалекті — Leiggerbad) — громада  в Швейцарії в кантоні Вале, округ Лойк. Відомий гірськолижний та бальнеологічний курорт. Населення міста розмовляє німецькою мовою.

## Географія
Громада розташована на відстані близько 65 км на південь від Берна, 27 км на північний схід від Сьйона.
Лойкербад має площу 67,3 км², з яких на 1,4% дозволяється будівництво (житлове та будівництво доріг), 14,2% використовуються в сільськогосподарських цілях, 8,9% зайнято лісами, 75,5% не є продуктивними (річки, льодовики або гори).

## Історія
Поселення та термальні джерела на території сучасного Лейкербаду відомі з давньоримських часів. Термальні джерела почали використовуватись з рекреаційною метою принаймні з 15 століття. Як гірськолижний та бальнеологічний курорт місто почало активно розвиватись з початку ХХ ст., після того як до міста Лейк була прокладена залізнична колія. З середини 90 років ХХ сторіччя щоліта відбувається міжнародний літературний фестиваль.

## Демографія
2019 року в громаді мешкало 1319 осіб (-19,2% порівняно з 2010 роком), іноземців було 32,8%. Густота населення становила 20 осіб/км².
За віковим діапазоном населення розподілялося таким чином: 13,9% — особи молодші 20 років, 61,7% — особи у віці 20—64 років, 24,4% — особи у віці 65 років та старші. Було 690 помешкань (у середньому 1,9 особи в помешканні).
Із загальної кількості 948 працюючих 21 був зайнятий в первинному секторі, 61 — в обробній промисловості, 866 — в галузі послуг.

## Гірськолижний курорт
У Лейкербаді нараховується 78 км гірськолижних трас: 53 км для спуску на гірських лижах і 25 км — на бігових. Марковані траси: чорних — 5, червоних — 9, жовтих — 4, синіх — 2. У місті знаходиться Швейцарська школа лижного спорту.. Траси обладнані підйомниками. Для дітей та дорослих проводяться як індивідуальні так і групові заняття у наступних дисциплінах: гірські лижі, бігові лижі, сноуборд, телемарк.

## Бальнеологічний курорт
У Лейкербаді нараховується 65 термальних джерел, з яких щоденно на поверхню потрапляє близько 4 млн. літрів гарячої води (приблизно 3000 л/хв незмішаної термальної води). Завдяки цьому місто є одним з найбільших у Швейцарії спа та велнес курортом. Діють як приватні так і муніципальні термальні комплекси. Термальні центри нім. Leukerbad Therme (раніше називався нім. Burgerbad) та нім. Lindner Alpentherme є найбільшими у місті та одними з найбільших у Європі.

### Властивості термальної води
Всі термальні води Лейкербада походять з одного джерела. Це кальцій-сульфатна вода з трохи підвищеним вмістом натрію, стронцію, заліза та великим вмістом фторидів. Вона має високу мінералізацію (1800-2000 мг/л). Містить тверді частки, які походять від сланців та сполук заліза, з якими контактує вода що піднімається до поверхні. Всі термічні джерела мають певну частку холодної води (9-40 %).